# Physoconops grandis
Physoconops grandis är en tvåvingeart som först beskrevs av Samuel Wendell Williston  1892.  Physoconops grandis ingår i släktet Physoconops och familjen stekelflugor. Inga underarter finns listade i Catalogue of Life.